# シルバヌス・オリンピオ
シルバヌス・エピファニオ・オリンピオ（フランス語: Sylvanus Epiphanio Olympio, 1902年9月6日 - 1963年1月13日）は、トーゴの政治家で同国大統領（初代）。

## 経歴
オリンピオは1902年ロメで生まれ、ロンドン・スクール・オブ・エコノミクスで経済を学び、1926年卒業するとユニリーバへと入社した。
トーゴ南部のエウェ族を基盤として政治活動をスタートし、トーゴ統一党(CUT)を結成して反フランス運動を展開した。
トーゴがフランス領であった1958年、自治政府首相に就任。1960年4月27日の独立後は初代大統領となり、国家元首である大統領と行政府長官たる首相を兼任することで、実権を掌握した。
オリンピオはテオフィレ・マリー内相の下で反対派弾圧を強化した。しかし、ガーナとの対立から国境閉鎖を実施し、経済混乱を招くなど、政権への不満は高まった。
1963年1月13日、後に大統領として独裁政権を敷くこととなるニャシンベ・エヤデマ軍曹が参加する軍事クーデターで殺害され、大統領職はオリンピオのライバルであったニコラ・グルニツキーに引き継がれた。
その後、息子のジルクリスト・オリンピオは与党・トーゴ人民連合と対峙した。